# Nouaceur (provincie)
Nouaceur is een provincie in de Marokkaanse regio Grand Casablanca.
Nouaceur telt 236.119 inwoners op een oppervlakte van 515 km².

## Plaatsen
| Plaats      | Inwoners (1994) | Inwoners (2004) |
| ----------- | --------------- | --------------- |
| Dar Bouazza | 45.102          | 115.367         |
| Bouskoura   | 22.788          | 92.259          |
| Oulad Salah | 12.016          | 15.797          |
| Nouaceur    | 9.986           | 12.696          |

Ben Slimane · Khouribga · Settat · El Jadida · Safi · Boulmane · Fez · Moulay Yacoub · Sefrou · Kénitra · Sidi Kacem · Casablanca · Médiouna · Mohammedia · Nouaceur · Assa-Zag · Guelmim · Tan-Tan · Tata · Boujdour · Es-Semara · Lâayoune · Al Haouz · Chichaoua · Essaouira · Kelâat Es-Sraghna · Marrakech · Al Ismaïlia · El Hajeb · Errachidia · Ifrane · Khénifra · Meknès · Berkane · Figuig · Jerada · Driouch · Nador · Oujda-Angad · Taourirt · Aousserd · Oued ed Dahab · Khémisset · Rabat · Salé · Skhirat-Témara · Agadir-Ida-Ou-Tanane · Inezgane-Aït Melloul · Chtouka-Aït Baha · Ouarzazate · Taroudant · Tiznit · Zagora · Azilal · Béni-Mellal · Chefchaouen · Fahs-Bni Mkada · Larache · Tanger-Asilah · Tétouan · Al Hoceima · Taounate · Taza